# Erigone subprominens
Erigone subprominens är en spindelart som beskrevs av Saito 1936. Erigone subprominens ingår i släktet Erigone och familjen täckvävarspindlar. Inga underarter finns listade i Catalogue of Life.